# عبدالحسین فریدون
عبدالحسین فریدون (زاده ۱ دی ۱۳۳۴)، مشاور وزیر و مدیر کل دفتر وزارتی وزارت علوم، تحقیقات و فناوری ایران است.
او پسرعموی حسن روحانی، رئیس‌جمهور ایران است. عبدالحسین فریدون دکترای مهندسی مکانیک دارد و در دولت سید محمد خاتمی، ریاست دانشگاه سمنان و استاد دانشکده مکانیک را عهده‌دار بوده‌است.
در دولت حسن روحانی او به سمت مشاور وزیر و مدیر کل دفتر وزارتی وزارت علوم، تحقیقات و فناوری رسید.
در حال حاضر او رایزن علمی و سرپرست دانشجویان در شرق آسیا و استرالیا است و دفتر کارش در کوالالامپور مالزی است.